# Abu Ballas
Abu Ballas es un yacimiento arqueológico situado en el desierto libio de Egipto. Se encuentra a unos 200 km al suroeste del oasis de Dajla y consiste en dos conos aislados de arenisca. Ambas colinas están cubiertas de cerámica egipcia. A principios del siglo XX, estas vasijas estaban bien conservadas, pero en época contemporánea, debido al turismo, están muy deterioradas. El sitio fue descubierto en 1918 y 1923, y en él se han llevado a cabo investigaciones más recientes. El área es la que da nombre a la formación geológica de Abu Ballas.

## Ocupación neolítica
Los investigadores sugieren que el área de Abu Ballas estuvo ocupada desde unos 8700 años AP hasta unos 5700 AP, y consideran las condiciones ambientales como la razón para el repentino cese de la ocupación humana.

## Camino de Abu Ballas
La naturaleza de este sitio permaneció durante mucho tiempo como un misterio. Investigaciones más recientes han demostrado que el sitio era una estación en un antiguo camino del desierto, llamado Camino de Abu Ballas, que conectaba el oasis de Dajla con la meseta de Gilf Kebir y el monte Uweinat. Algunos investigadores sostienen que Abu Ballas fue un hito de una antigua ruta comercial egipcia hacia África central o para la prospección de minerales. El lugar se fundó a finales del Imperio Antiguo o principios del Primer Periodo Intermedio, cuando algunas autoridades decidieron organizar depósitos de suministros en un camino del desierto. Abu Ballas fue uno de los más grandes. Además de la cerámica se descubrieron algunos grabados en roca, herramientas de piedra e incluso un tablero de juego de senet. No hay fuentes de agua cercanas, por lo que toda el agua y la comida eran transportados desde el oasis de Dajla mediante burros. Lo más probable es que la gente viviera aquí solo durante cortos períodos de tiempo. El camino del desierto se utilizó principalmente a finales del Imperio Antiguo y en menor medida en el Segundo Periodo Intermedio y en el Imperio Nuevo.

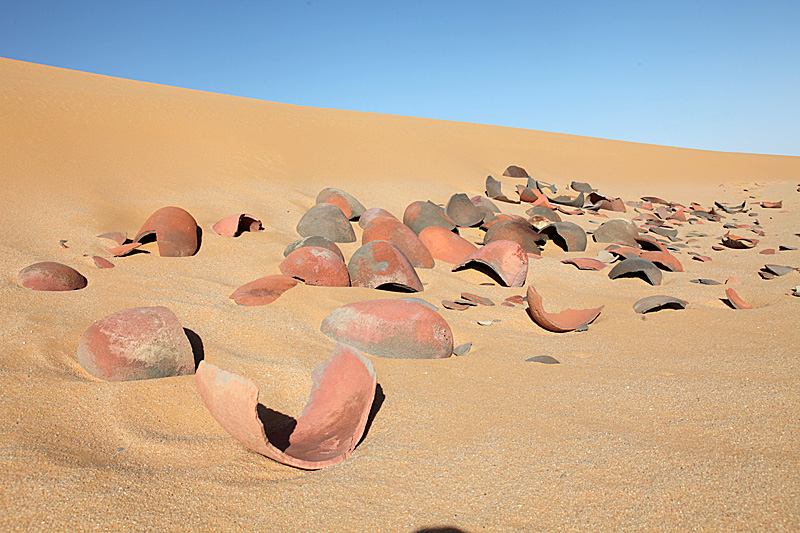
Cerámica en Abu Ballas
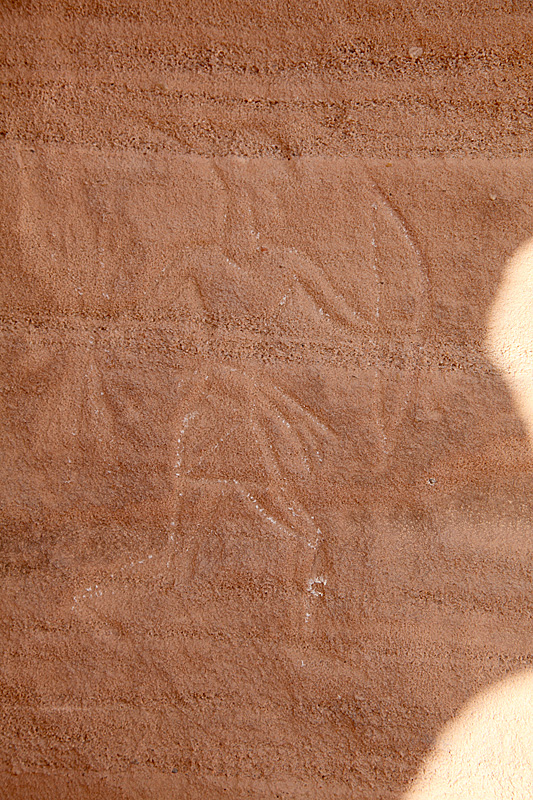
Grabado de un arquero
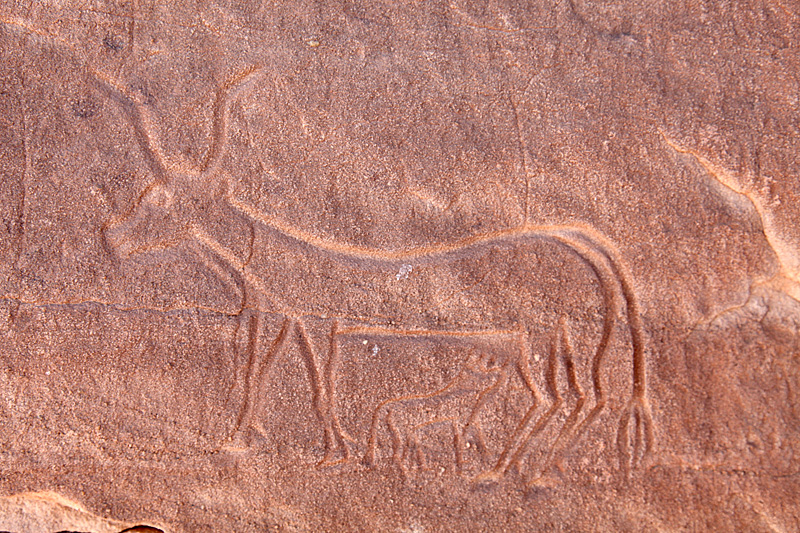
Grabado de una vaca amamantando a su ternero